# Жиденко, Александр Яковлевич
Александр Яковлевич Жиденко (12 марта 1907, Елисаветград, Херсонская губерния — 28 апреля 1982, Москва) — советский и российский военачальник, генерал-майор (1958) — участник Великой Отечественной войны, командир 222-й стрелковой Смоленско-Бранденбургской Краснознамённой ордена Суворова дивизии (1945).

## Биография
Родился 12 марта 1907 года в городе Елисаветграде Херсонской губернии.
Работал в частной хлебопекарне и на мукомольной мельнице, с июня 1926 года подручным слесаря на заводе сельскохозяйственных машин «Красная Звезда», с августа — вальцевым на мельнице райсоюза в городе Елисаветграде.
В декабре 1926 года поступил в Украинскую кавалерийскую школу им. С. М. Буденного в городе Елисаветграде, где был курсантом и пом. командира взвода.
В 1927 году принят в члены ВКП(б).
В сентябре 1929 года по окончании школы направлен в распоряжение полномочного представителя ГПУ в ЗСФСР и затем проходил службу в Закавказье помощником начальника заставы 44-го Ленкоранского погранотряда.
С февраля 1930 года — командир взвода школы младшего комсостава 8-го полка войск Закавказского ГПУ.
с июня 1932 года — помощник командира дивизиона по строевой части окружной школы младшего начсостава войск Закавказского ГПУ (в г. Тифлис), с декабря — инструктор стрелковой подготовки 41-го Нахичеванского пограничного отряда.
С августа 1933 года — командир кавалерийского дивизиона 82-го Ганджинского кавалерийского полка войск НКВД.
С февраля 1934 года — командир сабельного дивизиона, начальником полковой школы и пом. начальника штаба 20-го Ганджинского кавалерийского полка НКВД пограничных войск Азербайджанского округа (г. Кировабад).
С мая 1940 года — начальник штаба 42-го Джебраильского пограничного отряда этого же округа (м. Гадруп Азербайджанской ССР).
В составе этих частей принимал участие в ликвидации бандитизма в Закавказье. Приказом Коллегии Закавказского ГПУ от 15.4.1930 г. награждён именными часами с надписью «За отличие в борьбе с бандитизмом» и грамотой.
Закончил 3 курса заочного отделения Военной академии им. М. В. Фрунзе (1941).
В Великой Отечественной войне с августа 1941 года в составе 42-го Джебраильского пограничного отряда участвовал в походе в Иран, а с 10 сентября вступил в должность начальника этого погранотряда.
6 ноября 1942 года Приказом НКВД назначен командиром 194-го Краснознаменного Ташкентского стрелкового полка Средне-Азиатской стрелковой дивизии в составе Отдельной армии НКВД. Дивизия формировалась в городах Ташкент и Златоуст (с 5 февраля 1943 г.). В середине февраля она была переименована в 162-ю стрелковую и убыла на Центральный фронт, с прибытием включена в 70-ю армию. В её составе вела бои на севском направлении, в результате которых был образован северный фас Курского выступа. В начале июля 1943 г. она в составе той же 70-й армии участвовала в Курской битве, Курской оборонительной и Орловской наступательной операциях. С 13 августа включена в 65-ю армию и участвовала в Черниговско-Припятской наступательной операции. За бои по освобождению г. Новгород-Северский ей было присвоено наименование «Новгород-Северская» (16.9.1943).
28 сентября 1943 года при форсировании р. Сож в районе Гомеля командир полка полковник Жиденко был тяжело ранен и до 29 января 1944 г. находился на лечении в госпитале. По выздоровлении направлен в распоряжение Военного совета Белорусского фронта (с 24 февраля — 1-го Белорусского) и с 11 марта 1944 г. допущен к исполнению должности зам. командира по строевой части 49-й стрелковой Рославльской дивизии, находившейся в это время во втором эшелоне 70-го стрелкового корпуса. В июне она вошла в 33-ю армию и воевала с ней на 2-м, 3-м (с 6 июля) и 1-м (с 19 октября) Белорусских фронтах. Её части активно действовали в ходе Белорусской, Минской, Могилевской, Вильнюсской, Каунасской, Висло- Одерской, Варшавско-Познанской наступательных операций. С 14 февраля 1945 г. исполнял должность зам. командира 222-й стрелковой Смоленско-Бранденбургской Краснознаменной ордена Суворова дивизии 62-го стрелкового корпуса этой же 33-й армии, а с 28 марта вступил в командование дивизией и воевал с ней до конца войны. В последней должности участвовал с дивизией в Берлинской наступательной операции. За умелое руководство частями в боях на заключительном этапе войны полковник Жиденко награждён орденами Красного Знамени и Суворова 2-й степени.
После войны с июня 1945 года, по расформировании дивизии, состоял в распоряжении Военного совета ГСОВГ и ГУК НКО, затем с января 1946 г. зачислен слушателем в Высшую военную академию им. К. Е. Ворошилова. По окончании в апреле 1948 г. оставлен в ней и занимал должности старшего преподавателя на кафедрах оперативного искусства и тактики высших соединений.
С 24 июня 1958 года состоял в распоряжении 10-го управления Генштаба ВС СССР (в командировке в Китае).
30 ноября 1960 года уволен в запас, проживал в Москве.
Скончался 28 апреля 1982 года, похоронен в Москве.

## Награды
СССР
- орден Ленина (19.11.1951[1])
- четыре ордена Красного Знамени (05.12.1943, 08.04.1945, 05.11.1946[1], 30.12.1956[1])
- орден Суворова II степени (29.05.1945)
- орден Суворова III степени (20.08.1943)
- два ордена Красной звезды (14.06.1943, 02.11.1944[1])
- Медали СССР

Приказы (благодарности) Верховного Главнокомандующего в которых отмечен Жиденко А. Я.
- За ликвидацию группы немецких войск, окруженной юго-восточнее Берлина.2 мая 1945 года. № 357

Других государств
- медаль «Китайско-советской дружбы» (КНР)